# Václav Hübner
Václav Hübner (18. dubna 1922, Vysoké Mýto – 25. června 2000) byl český amatérský astronom a skautský pracovník. Civilním povoláním byl elektrotechnik.

## Život
Narodil se v rodině rotmistra československé armády Václava Hübnera a jeho ženy Marie. Měl mladšího bratra Miloše, který tragicky zahynul. V roce 1940 absolvoval gymnázium ve Vysokém Mýtě. V roce 1942 byl totálně nasazen v německém Erlangenu, kde pracoval v elektrotechnických laboratořích. V roce 1945 odtud uprchl a do konce války se skrýval v Čechách.
Po skončení války začal pracovat v továrně Telegrafia v Pardubicích. Dálkově vystudoval vysokou školu a v roce 1963 se stal inženýrem elektrotechniky. Pracoval jako konstruktér v Tesle Pardubice až do odchodu do důchodu v roce 1982. V roce 1985 se odstěhoval do domku svých rodičů ve Vysokém Mýtě.
V roce 1947 se oženil s Annou Niebauerovou, narodili se jim syn Miloš a dcera Lenka.

## Astronom
Jeho velikým koníčkem byla astronomie. Sám konstruoval a sestavoval dalekohledy, jejich montáže a další optická zařízení. O své zkušenosti se dělil při různých příležitostech, například na seminářích konstruktérů dalekohledů v Rokycanech (od roku 1986). Byl členem Východočeské pobočky České astronomické společnosti. V šedesátých a sedmdesátých letech vedl kroužek astronomie pro děti a mládež v Pardubicích. Vedle vlastních astronomických pozorování a stavby přístrojů se rovněž zabýval historií astronomie. Podařilo se mu zachránit řadu dokumentů o první české lidové hvězdárně Artura Krause v Pardubicích (hvězdárna byla v provozu v letech 1912-1931) a zabýval se lokalizací Parishovy hvězdárny v Žamberku, kde pracoval Theodor Brorsen. Na všechna výšeuvedená témata proslovil řadu přednášek pro astronomy amatéry i pro širokou veřejnost. Měl významný podíl na zbudování hvězdárny v novém domě dětí a mládeže Delta v Pardubicích.
Za zásluhy o popularizaci astronomie po něm byla pojmenována planetka 18647 Vaclavhubner (1998 FD2).

## Skaut a woodcrafter
První junácký tábor absolvoval v roce 1938. Zde získal svou přezdívku Hvězdář (Gijiged). V letech 1945-1950 byl členem Ligy československých woodcrafterů (=LČSW), přispíval i do časopisu Hlasatel LČSW. V letech 1968-1970 byl jedním z vedoucích 1. skautského oddílu v Pardubicích. Po roce 1989 působil ve skautském středisku Lejsek ve Vysokém Mýtě.
K jeho dalším zálibám patřila hudba, především tradiční jazz. Sám hrál na tenorové banjo.